# S/2004 S 12
S/2004 S 12 je jedním z měsíců Saturnu. Jeho objev oznámili Scott S. Sheppard, David C. Jewitt, Jan Kleyna a Brian G. Marsden v květnu roku 2005 na základně pozorování, které probíhalo od prosince 2004 až do března 2005. 
S/2004 S 12 má asi 5 kilometrů v průměru a obíhá Saturn ve vzdálenosti asi 19 906 000 kilometrů, oběh je retrográdní. Excentricita oběžné dráhy je 0,396, sklon k ekliptice činí 164 stupňů a oběžná doba je 1048,54 dnů.